# Gandihalli, Sira
Gandihalli là một làng thuộc tehsil Sira, huyện Tumkur, bang Karnataka, Ấn Độ.